# Подружня любов
Подружня любов — любов у подружніх стосунках, тобто в шлюбі, оскільки слово «подружній» визначається як пов'язане зі стосунками між одруженими партнерами.
Шлюб не обов'язково передбачає любов між партнерами. Християнські погляди на шлюб передбачають любов як центральну частину подружніх стосунків, так само як християнство розглядає любов як центральне місце в людському житті та людських стосунках з Богом (як ілюстрація, твердження з Нового Завіту, що «Бог є любов»). Християни сподіваються, що фізичний акт заняття коханням у шлюбі буде інтегрований у повну любов між двома партнерами.
Католицька церква, як і православна, розглядає шлюб як таїнство. Катехизм Католицької Церкви присвячує розділ темі «подружньої любові» (параграфи 1643—1654). Перший абзац цього розділу говорить: «Подружня любов передбачає цілісність, в яку входять всі елементи людини — потяг тіла та інстинкт, сила почуттів та афективність, прагнення духу та волі. Вона спрямована на глибоко особисту єдність, єдність, яка, окрім поєднання в одній плоті, веде до формування одного серця і душі; вона вимагає нерозривності і вірності в остаточному взаємному даруванні; і вона відкрита до плідності. Одним словом, мова йде про нормальні характеристики всієї природної подружньої любові, але з новим значенням, яке не тільки очищає і зміцнює їх, але й підносить їх до рівня вираження специфічно християнських цінностей».
У старозавітній книзі «Пісня над піснями» описано фізичне кохання між чоловіком і жінкою; Християни зазвичай сприймають цю книгу як картину любові Бога до людей і їхньої відповідної любові до Бога. Це тлумачення означає, що існує сильний зв'язок між фізичною любов'ю в шлюбі та любов'ю між Богом і людьми.